# Doros
Doros là một chi ruồi trong họ Syrphidae.